# Franz Porten
Franz Porten (Zeltingen-Rachtig, 23 agosto 1859 – Berlino, 21 maggio 1932) è stato un cantante lirico, regista e attore tedesco.

## Biografia
Padre di Rosa e di Henny Porten, aveva studiato canto per diventare baritono. Fece il suo debutto nel 1876 a Treviri, girando per la provincia tedesca. A Dortmund, assunse le funzioni di direttore del Teatro Comunale. Nel 1896, andò a lavorare a Berlino al Theater Unter den Linden. Nel gennaio 1906, cominciò ad occuparsi di cinema. Da autodidatta, iniziò a dirigere due delle sue figlie, Rosa e Henny, che interpretarono per lui alcuni cortometraggi. Incoraggiate dal padre, entrambe avrebbero intrapreso la carriera di attrici, con buoni risultati. Soprattutto Henny, che sarebbe diventata ben presto una vera diva del cinema muto. Insieme alle figlie, Porten girò nel 1910 il suo primo lungometraggio, Das Geheimnis der Toten.

## Filmografia

### Regista
- Tannhäuser
- Meißner Porzellan (1906)
- Behüt dich Gott (1907)
- Der Trompeter von Säckingen (1907)|
- Desdemona (1908)
- Der Freischütz (1908)
- Othello (1908)
- Zu Mantua in Banden (1909)
- Sehnsucht (1909)
- Herbstmanöver: Kußlied (1909)
- Lohengrin (1910)
- Linda von Chamonix (1910)
- Das Geheimnis der Toten
- Karl der Große
- Der Film von der Königin Luise - 1. Abteilung: Die Märtyrerin auf dem Königsthron
- Der Film von der Königin Luise - 2. Abteilung: Aus Preußens schwerer Zeit
- Der Film von der Königin Luise - 3. Abteilung: Die Königin der Schmerzen
- Aus Deutschlands Ruhmestagen 1870/71
- Tyrannenherrschaft
- Der Trompeter von Säckingen (1918)
- Deutsche Helden in schwerer Zeit

### Attore
- Behüt dich Gott, regia di Franz Porten (1907)